# Schönstadl
Schönstadl ist eine Ortschaft der Gemeinde Altendorf in Niederösterreich.

## Geografie
Der kleine Ort, der über die Landesstraße L137 erreichbar ist, besteht aus einigen zerstreuten Häusern und den Einzellagen Graserhof und Grubhof sowie dem Jagdhaus Talarhof (früher auch Kloiphof), das nördlich von Friedersdorf liegt.

## Geschichte
Laut Adressbuch von Österreich waren im Jahr 1938 in Schönstadl ein Gastwirt, zwei Holzhändler und einige Landwirte ansässig.